# 黄浩 (蚂蚁金服)
黃浩（1974年—），男，中国金融人物，現任螞蟻金服副總裁、網商銀行行長。歷任中國建設銀行資金計劃部的副處長與處長、中國建設銀行計劃財務部的總經理助理和副總經理。

## 生平
黄浩於1996年獲武漢大學國際金融專業經濟學學士學位。2003年，他擔任建設銀行總行網絡金融部（即原電子銀行部）部門總經理助理。
2005年，擔任網絡金融部的部門副總經理。
2008年，擔任網絡金融部的部門總經理。
2015年12月，離職並加入螞蟻金服，擔任副總裁一職。2015年12月至2016年12月期間，他擔任螞蟻金服公司副總裁、財富事業群總經理。
2016年12月16日，螞蟻金服副總裁、螞蟻聚寶總裁黃浩將接任俞勝法，擔任浙江網商銀行股份有限公司行長、執行董事；而後者則會擔任CRO（首席風險官）。
2016年12月17日，螞蟻金服宣布了新的組織陣型，調任黃浩負責微貸及消費者金融事業群。
離職前還擔任過中國支付清算協會網絡支付工作委員會主任委員、中德房儲蓄銀行行長、建信基金有限責任公司監事會主席。